# Seppo Linnainmaa
Seppo Ilmari Linnainmaa, né le 28 septembre 1945 à Pori, est un mathématicien et informaticien finlandais. Il s'est fait connaitre en créant la version moderne de la rétropropagation du gradient (rétropropagation).

## Éléments de biographie
Seppo Linnainmaa a obtenu  en 1970 une maîtrise, avec un mémoire dans lequel il introduit un mode inverse de différenciation automatique. En 1974, il obtient le premier doctorat décerné en informatique à l'université d'Helsinki.
Il est nommé professeur adjoint en 1976. De  1989 à  2007, il est professeur-chercheur au Centre de recherche technique VTT de Finlande et est retraité depuis 2007.
Il a aussi été professeur invité à l'université du Maryland, aux États-Unis, en 1984-1985.
De 1986 à 1989, il préside la Société finlandaise d'intelligence artificielle.

## Algorithme de rétropropagation
La rétropropagation d'erreur explicite et efficace dans des réseaux de type réseaux de neurones arbitraires, discrets, éventuellement peu connectés, a été décrite pour la première fois dans la thèse de maîtrise de Linnainmaa en 1970,, bien que sans référence aux réseaux de neurones, lorsqu'il a introduit le mode inverse de différenciation automatique (DA) pour calculer efficacement la dérivée d'une fonction composée différentiable qui peut être représentée sous forme de graphique, en appliquant récursivement la règle de chaîne aux éléments constitutifs de la fonction,,. Linnainmaa a publié le premier cette méthode, à la suite de Gerardi Ostrowski qui l'avait utilisée dans le contexte de certains modèles de processus en génie chimique environ cinq ans plus tôt, mais sans l'avoir publiée.
Avec l'apparition de puces et d’ordinateurs de plus en plus rapides et puissants, l'usage de cette méthode s'est répandu et elle a de nombreuses applications. Ainsi, la rétropropagation des erreurs dans les perceptrons multicouches, une technique utilisée en apprentissage automatique, est un cas particulier de la différentiation automatique en mode inverse.